# شالومي يوسف ازوالي
شالومي يوسف ازوالي (بالعبرية: שלומי אזולאי‏) (30 مارس 1990 بالخضيرة في إسرائيل - ) هو لاعب كرة قدم إسرائيلي في مركز الوسط. لعب مع بيتار القدس ومكابي حيفا ونادي مكابي تل أبيب وهبوعيل حيفا وهبوعيل بتاح تكفا ‏ وHapoel Rishon LeZion F.C. ‏ وHapoel Herzliya F.C. ‏.

## وصلات خارجية
- شالومي يوسف ازوالي على موقع قاعدة بيانات كرة القدم.إي يو (الإنجليزية)
- شالومي يوسف ازوالي على موقع Soccerway.com (الإنجليزية)
- شالومي يوسف ازوالي على موقع عالم كرة القدم.نت (الإنجليزية)
- شالومي يوسف ازوالي على موقع AS.com (الإسبانية)